# I am from Austria (ミュージカル)

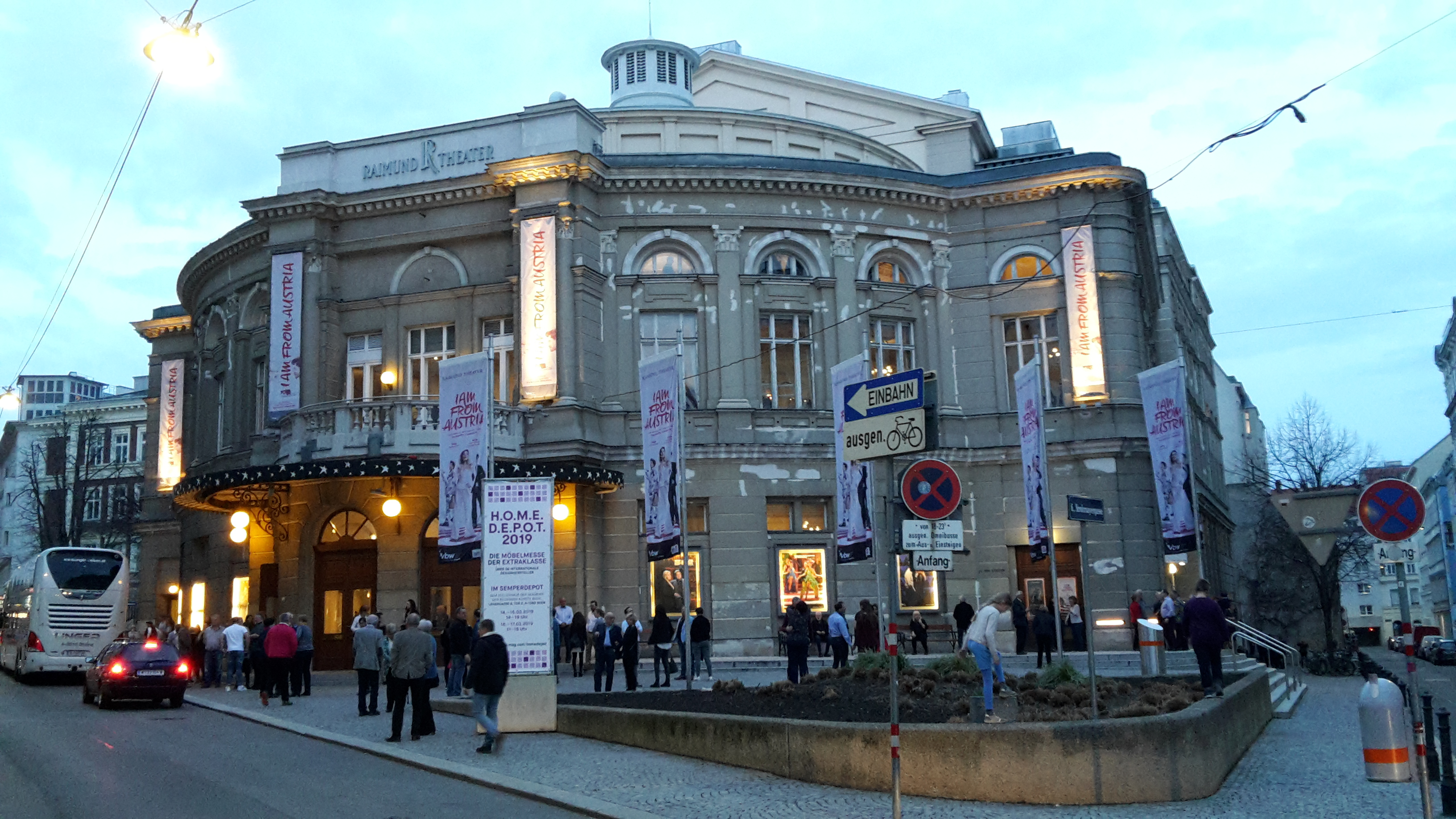
ライムント劇場(2019)

『I am from Austria』はオーストリアのソングライター・ラインハルト・フリードリヒの歌を使ったティトゥス・ホフマンとクリスティアン・ストルペックによるジュークボックス・ミュージカルである。

## 概要
2017年9月16日にウィーンのライムント劇場で初演され、2シーズン後の2019年6月16日に閉幕するまでの間に450回以上の公演で500,000人以上の観客を動員した。I AM FROM AUSTRIAはVereinigte Bühnen Wienが制作した最も成功した作品の一つである。2019年に日本の宝塚歌劇団によって翻案された。

## 登場人物
- エマ・カーター[3]
- ジョージ・エードラー
- リチャード・ラッティンガー
- ヴォルフガング・エードラー
- ロミー・エードラー
- パブロ・ガルシア